# Toshiya Ishii
Toshiya Ishii (født 19. januar 1978) er en tidligere japansk fodboldspiller.
Han har spillet for flere forskellige klubber i sin karriere, herunder Urawa Reds og Kyoto Sanga FC.